# Евтения
Евтения (др.-греч. Εὐθηνία, лат. Euthenia, дословно «достаток, изобилие») — в древнегреческой мифологии богиня или демон процветания и изобилия, её противоположностью является Пения. Согласно орфическим фрагментам она является дочерью бога огня Гефеста и одной из харит Аглаи. Её сёстры Евклея, Филофросина и Ефимия вместе с ней считаются Младшими Харитами.

## Египетский и римский пантеон
Евтения является частью египетского и римского пантеона.
Во времена династии Птоломеев, она была супругой Нила. Её первое появление на египетских монетах датируется последнем десятилетием до нашей эры.
На римских монетах, Евтению сравнивали с Абунданцией, древнеримской богиней изобилия, и Анноной, древнеримской богиней жатвы.